# Ojnomaos
Ojnomaos (gr.m Οἰνόμαος Oinómaos, łac. Oenomaus) – w mitologii greckiej król Pisy w Elidzie.
Ojcem Ojnomaosa był syn Zeusa, Ares, choć podawano tu i Hyperochosa. Co do matki zdania są rozmaite, mówi się o Harpinnie lub Eurytoe (w obu przypadkach mając na myśli córkę bóstwa rzecznego Asoposa) albo i Sterope, będącej jedną z Plejad.
Drzewo genealogiczne Ojnomaosa
| Zeus | Zeus | Zeus | Zeus | Zeus     | Zeus     |          |          | Hera     | Hera     | Hera                         | Hera                         | Hera                         | Hera                         |                              |                              |                             |                             |
| Zeus | Zeus | Zeus | Zeus | Zeus     | Zeus     |          |          | Hera     | Hera     | Hera                         | Hera                         | Hera                         | Hera                         |                              |                              |                             |                             |
|      |      |      |      |          |          |          |          |          |          |                              |                              |                              |                              |                              |                              |                             |                             |
|      |      | Ares | Ares | Ares     | Ares     | Ares     | Ares     |          |          | Harpinna / Eurytoe / Sterope | Harpinna / Eurytoe / Sterope | Harpinna / Eurytoe / Sterope | Harpinna / Eurytoe / Sterope | Harpinna / Eurytoe / Sterope | Harpinna / Eurytoe / Sterope |                             |                             |
|      |      | Ares | Ares | Ares     | Ares     | Ares     | Ares     |          |          | Harpinna / Eurytoe / Sterope | Harpinna / Eurytoe / Sterope | Harpinna / Eurytoe / Sterope | Harpinna / Eurytoe / Sterope | Harpinna / Eurytoe / Sterope | Harpinna / Eurytoe / Sterope |                             |                             |
|      |      |      |      |          |          |          |          |          |          |                              |                              |                              |                              |                              |                              |                             |                             |
|      |      |      |      | Ojnomaos | Ojnomaos | Ojnomaos | Ojnomaos | Ojnomaos | Ojnomaos |                              |                              | Sterope / Eurytoe / Euarete  | Sterope / Eurytoe / Euarete  | Sterope / Eurytoe / Euarete  | Sterope / Eurytoe / Euarete  | Sterope / Eurytoe / Euarete | Sterope / Eurytoe / Euarete |
|      |      |      |      | Ojnomaos | Ojnomaos | Ojnomaos | Ojnomaos | Ojnomaos | Ojnomaos |                              |                              | Sterope / Eurytoe / Euarete  | Sterope / Eurytoe / Euarete  | Sterope / Eurytoe / Euarete  | Sterope / Eurytoe / Euarete  | Sterope / Eurytoe / Euarete | Sterope / Eurytoe / Euarete |

Nie ma natomiast zgody co do żony władcy. Wymieniane są imiona Sterope, Eurytoe, Euarete.
Ojnomaos był królem Pisy w Elidzie, leżącej niedaleko Olimpii.
Król ten znany jest ze swej córki Hippodamei, pięknej dziewczyny o złotych włosach. Jednakże monarcha usłyszał kiedyś przepowiednię, że śmierć przyjdzie nań z ręki zięcia. Co więcej, Ojnomaos sam pożądał swej córki, co stanowiłoby kazirodztwo i spotkało się z jej oporem. Odrzucony Ojnomaos starał się uniemożliwić córce wstąpienie w związek małżeński. Pretendent do ręki królewny musiał wygrać z władcą wyścig na rydwany. Metę ustanowiono na Przesmyku Korynckim, w Koryncie tam, gdzie znajdował się ołtarz Posejdona. Zalotnik brał Hippodameję na swój rydwan i uciekał. Jeśliby dojechał Przesmyku Korynckiego niedogoniony, mógłby wtedy poślubić dziewczynę. Jeśli jednak król go dogoni, zalotnik umrze. Władca mówił otwarcie, że jeśli ktoś z nim przegra, to utnie mu głowę. Podstęp Ojnomaosa polegał po pierwsze na tym, że zalotnika rozpraszała piękna dziewczyna w jego rydwanie, a ponadto obciążała ona dodatkowo rydwan. Co więcej, Ojnomaos otrzymał od Aresa nadzwyczajne, boskie konie, których prześcignąć nie mógł żaden zwykły koń, i oręż. To gwarantowało mu zwycięstwo. Dawał więc nawet swym przeciwnikom fory, modląc się i składając ofiary, dokładniej mówiąc dawał Zeusowi barana, gdy ruszali, dopiero potem wsiadając na rydwan, doganiał nieszczęsnego zalotnika, któremu obcinał głowę, którą następnie przybijał nad drzwiami swego domostwa albo i rzucał pod drzwi, pragnąc w ten sposób wysłać czytelny sygnał do następnych konkurentów. Ojnomaos zgładził w ten właśnie sposób 12 pretendentów. Imiona ich są następujące: Mermnos, Hippotoos, Eurylochos, Automedont, Pelops (pochodzący z Opuntu, niebędący synem Tantala z Sipylos), Akarnan, Eurymachos, Lasjos, Chalkon, Trikoronos, Alkatoos (syn Portaona), Aristomachos, Krotalos.
O pragnieniu małżeństwa z córką Ojmaosa mówił głośno Polidektes z Serifos, do walki z królem stanął jednak w końcu Pelops, pochodzący od Tantala z Sipylos. Chłopak był nie tylko ulubieńcem Posejdona, obdarowanym przezeń skrzydlatymi rumakami i rydwanem, który potrafił sunąć po wodzie bez zamoczenia się, ale dzięki swej wielkiej urodzie wzbudził miłość w córce Ojnomaosa. Córka zdradziła swego ojca. Poprosiła o pomoc woźnicę królewskiego, pochodzącego od Hermesa Myrtilosa, który również był w niej zakochany, i to od dawna. Był w związku z tym gotów dla niej do poświęceń. Możliwe też, że Pelops albo i sama Hippodameja za pomoc obiecali mu jedną noc z królewną. Myrtilos majstrował przy zatyczkach kół rydwanu Ojnomaosa. Jedna z wersji mówi, iż je po prostu wyjął (wedle Parandowskiego jeden ćwiek z tylnego koła), inna zaś podaje, że zatyczki z brązu zamienił na woskowe, co opisuje Ferekydes z Aten. Jeszcze inna nie mówi o zatyczkach, działanie Myrtilosa upatrując w przyczynieniu się do pęknięcia osi wozu Ojnomaosa. Rozpoczęto wyścig. W jego trakcie wosk stopił się i koła rydwanu króla odpadły. Monarcha stracił życie, wypadając z rydwanu i ponosząc śmierć na miejscu bądź też wleczony za końmi, zaplątany w lejce, bądź też poniósł śmierć bezpośrednio z ręki Pelopsa. Umierał, przeklinając zdradę Myrtilosa.
Jego następcą na tronie Pisy został sprawca jego śmierci, jego zięć Pelops.